# James Toleman (Lokomotive)
1893 stellte Frederick Charles Winby, Teilhaber des englischen Tiefbauunternehmens Westwood and Winby, auf der Weltausstellung in Chicago eine von ihm entworfene Dampflokomotive mit dem Namen James Toleman aus. Diese ungewöhnliche Maschine mit der Achsfolge 4-2-2-0 ließ er zuvor bei Hawthorn, Leslie & Company in Newcastle bauen.

## Geschichte
Die Lokomotive wurde konstruiert, um schwere Züge mit großer Geschwindigkeit befördern zu können. Um die benötigte Kesselleistung zu erreichen, war eine große Rostfläche notwendig. Weil der Hinterkessel zwischen den großen Treibrädern angeordnet werden musste, war eine Erweiterung der Feuerbüchse nur in der Längsrichtung möglich. Dafür wären lange und entsprechend schwere Kuppelstangen erforderlich gewesen, weshalb man von einer Kupplung der beiden Radsätze absah. Damit die Lokomotive dennoch eine ausreichende Reibungsmasse besaß, wurde jeder Treibradsatz durch ein eigenes Zylinderpaar angetrieben. Zwei Innenzylinder mit Stephenson-Steuerung arbeiteten auf den vorderen, zwei Außenzylinder mit Joy-Steuerung auf den hinteren Treibradsatz. Das Verbundprinzip kam hierbei nicht zur Anwendung. Die beiden Steuerungen waren mechanisch miteinander gekoppelt und konnten deshalb nur gemeinsam bedient werden. Um eine große Heizfläche und gleichzeitig einen niedrigen Schwerpunkt zu erhalten, wurde der Langkessel elliptisch geformt und an den Längsseiten verengt, damit er durch Queranker verstärkt werden konnte. Als Lokomotivbremse diente eine Druckluftbremse mit jeweils einem Bremszylinder zwischen zwei Treibrädern, als Zugbremse war ebenfalls eine Druckluftbremse vorhanden.
Nach der Ausstellung bekam die James Toleman einen Kuhfänger, eine Lokomotivlampe sowie einen Schlepptender nordamerikanischer Bauart und war bei der Chicago, Milwaukee, St. Paul and Pacific Railroad (C.M.&St.P.) im Einsatz. Die Dampfleistung des Kessels war ungenügend und wiederholt traten Brüche von Bauteilen auf. Winby war zusammen mit zwei englischen Ingenieuren zwei Monate lang in den USA, um die Maschine zu verbessern, gab aber schließlich verzweifelt auf.
Die Maschine wurde dem Museum der Purdue University in Lafayette (Indiana) als Ausstellungsstück übergeben und einige Jahre später verschrottet. 1914 waren die Treib- und Vorlaufräder sowie weitere Einzelteile noch auf einem Schrottplatz zu finden.
Eine ähnliche Lokomotive, die LSWR-Klasse T7, die auf der gleichen Grundidee (größere Rostfläche durch getrennte Antriebsachsen) basierte, entwickelte Dugald Drummond 1897 für die London and South Western Railway (LSWR).

## Namensgeber
Der Name der Lokomotive geht zurück auf James Toleman, Hauptinvestor und Vorstandsvorsitzender der South Eastern Metropolitan Tramways, deren Strecken seinerzeit von Westwood and Winby gebaut wurden. Auch bei der Selati Railway in Transvaal arbeiteten Toleman und Winby zusammen. Ob Toleman auch den Bau der Lokomotive finanzierte, ist nicht bekannt.

## Galerie

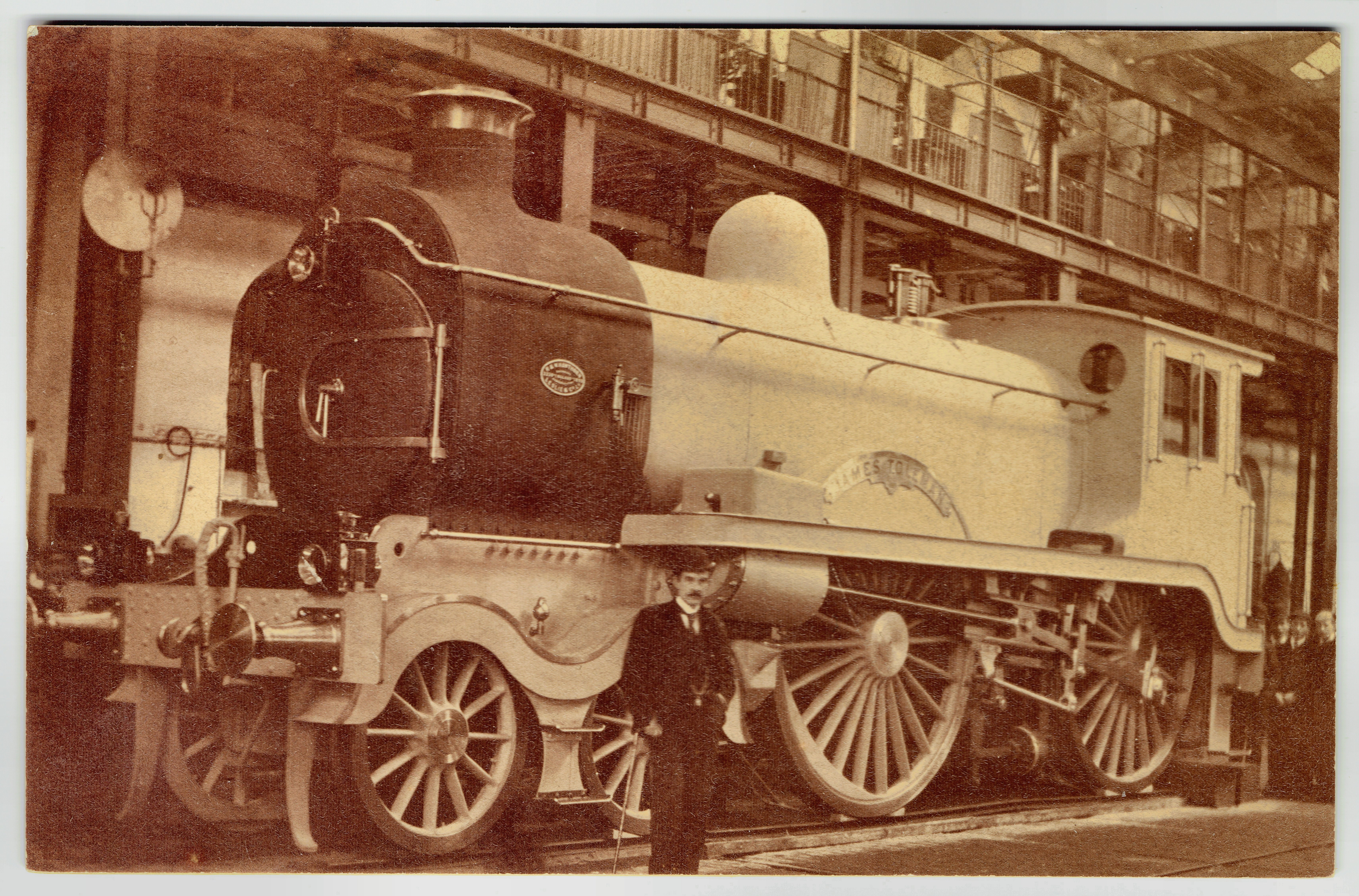
Die Lokomotive auf der Weltausstellung
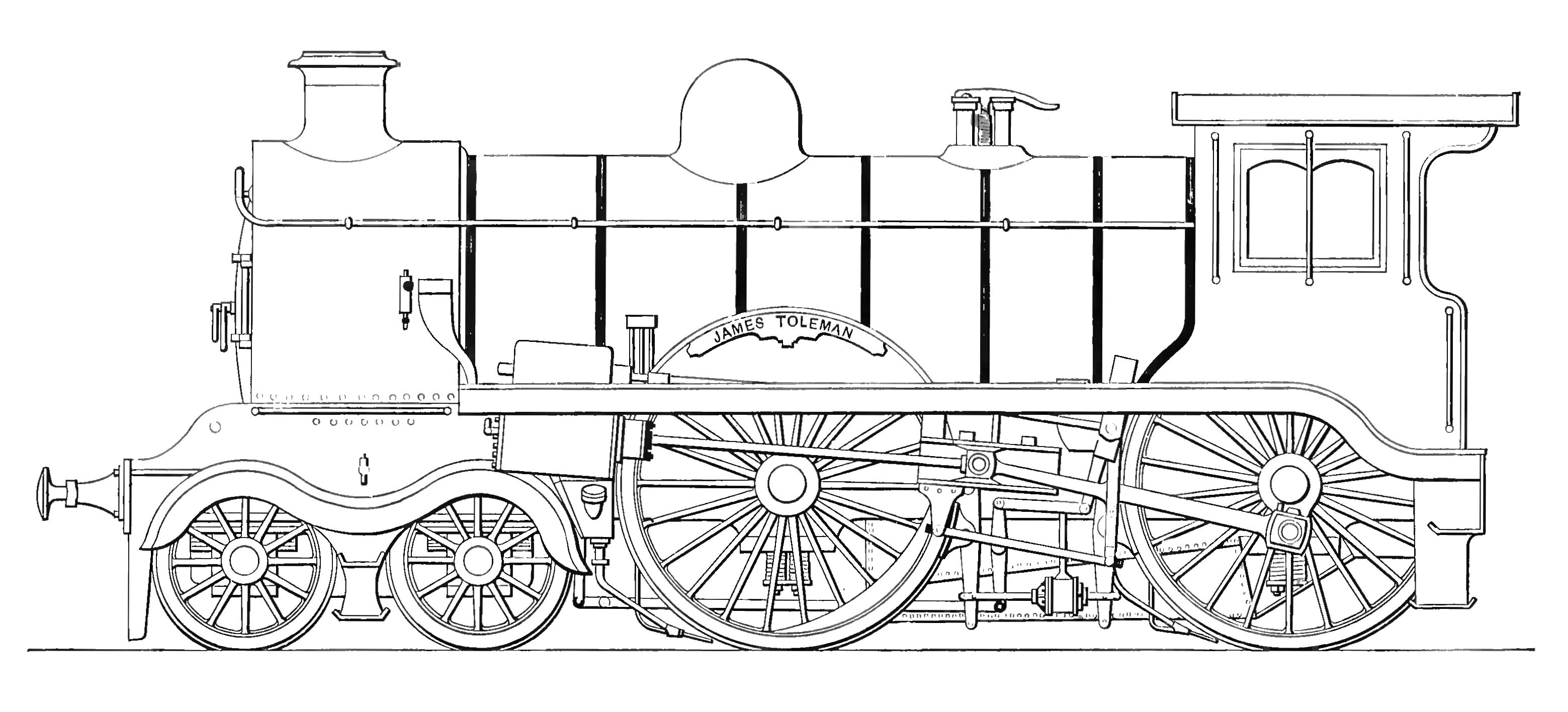
Zeichnung der Lokomotive
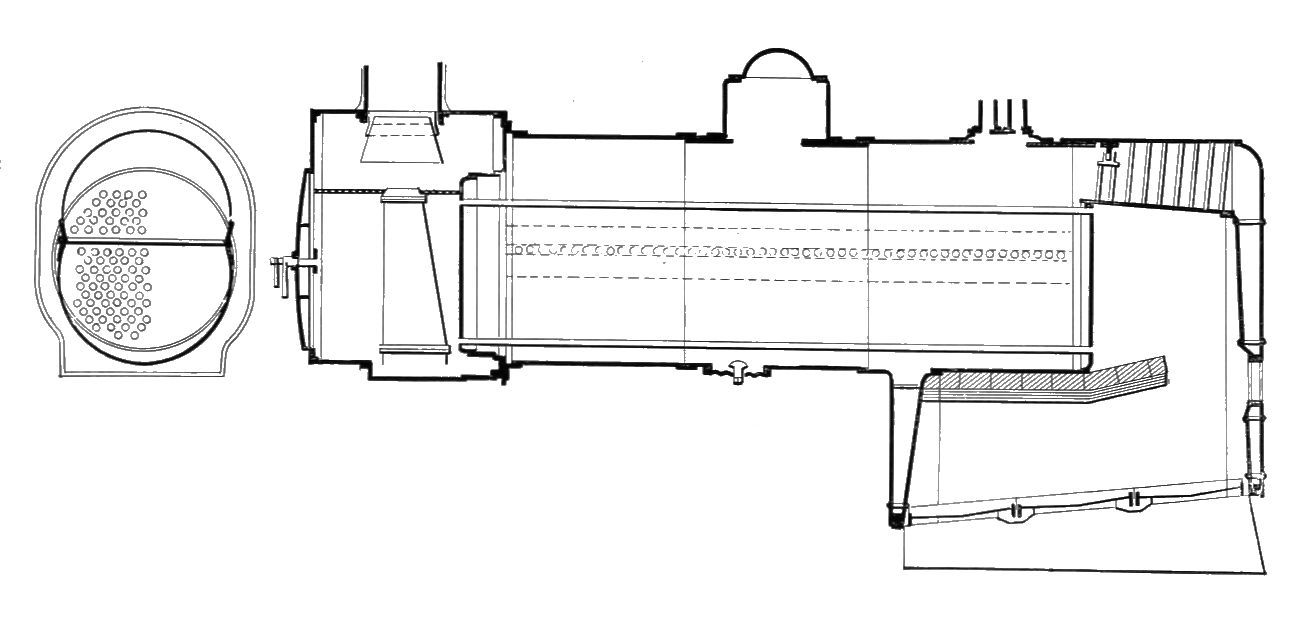
Der ovale Kessel
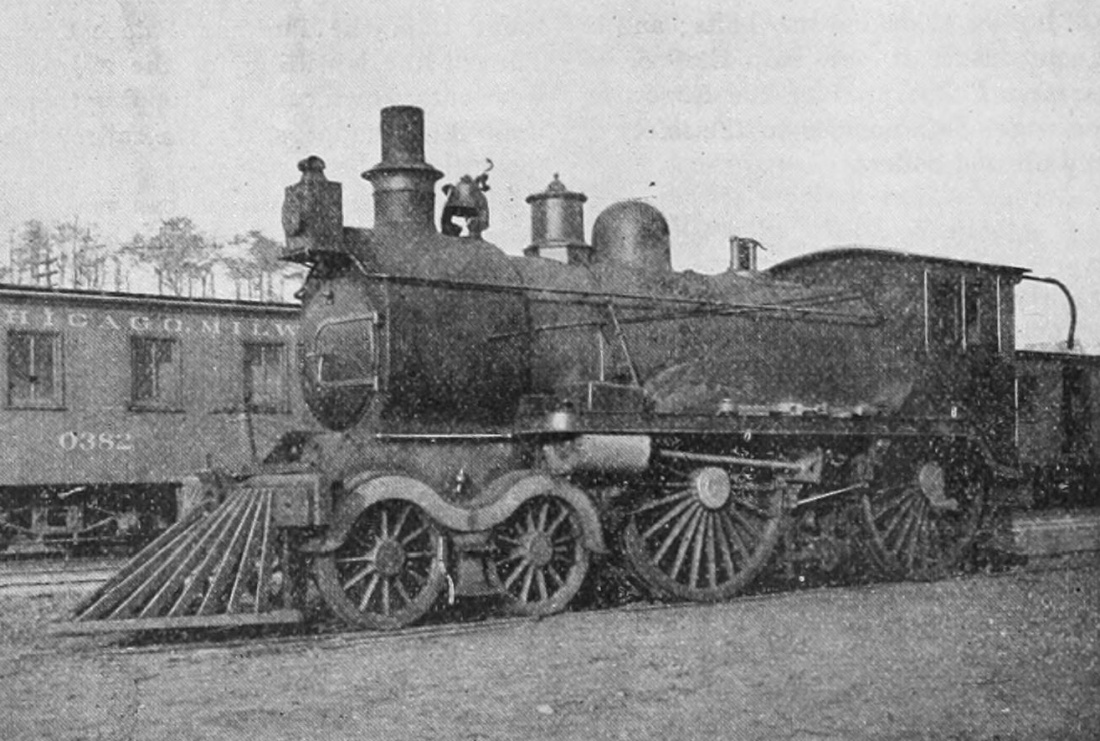
Nach Umbau mit Kuhfänger und Lokomotivlampe, Ende 1893
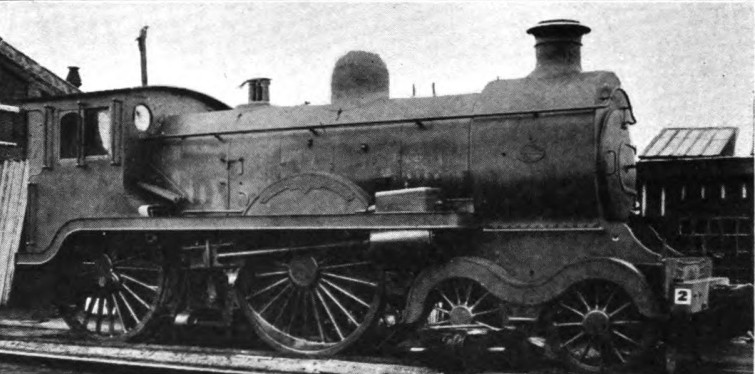
Nach Rückbau der in den USA ergänzten Teile, stand die Lokomotive 1906 in diesem Zustand bei der Purdue-Universität